# Camea
La camea (Chamaea fasciata) és una espècie d'ocell de la família dels paradoxornítids (Paradoxornithidae), tot i que sovint encara se'l troba classificat amb els sílvids (Sylviidae). És l'única espècie del gènere Chamaea. És també l'únic paradoxornítid nadiu del continent americà. El seu estat de conservació es considera de risc mínim.

## Descripció
- Ocell menut amb uns 15 cm de llarg incloent la llarga cua, que sovint manté enlairada.
- Plomatge de tons bastant uniformement bruns grisencs o olivacis. Ales curtes. Bec curt i iris grogós.

## Hàbitat i distribució
Habita zones de chaparral, arbusts i matoll de terres baixes costaneres i turons d'Amèrica del Nord, a l'oest de les muntanyes Rocoses.

## Taxonomia
Aquest ocell ha estat assignat a diverses de famílies. S'ha considerat l'únic membre de la monotípica Chamaeidae i també s'ha inclòs als egitàlids, pàrids, timàlids i sílvids. La American Ornithologists' Union els situa als timàlids basant-se en estudis amb hibridació d'ADN. Arran posteriors anàlisis de seqüències d'ADN, s'havia arribat a concloure que aquest ocell estava més relacionat amb els tallarols del Vell Mon i que per tant calia ubicar-lo als sílvids, juntament amb els becs de lloro i considerar-lo l'única espècie americana de la família.
Curiosament, la tallareta cuallarga i la seva parent propera la tallereta sarda presenten una sorprenent semblança amb la camea. Tanmateix, la biogeografia i les dades moleculars demostren que les seves similituds constitueixen un cas de convergència evolutiva pel fet que tots són ocells que habiten el matollar mediterrani, també present a Califòrnia.
El 2019, una important revisió taxonòmica d'espècies fins aleshores classificades com a sílvids va concloure que el gènere Chamaea estava més estretament emparentat amb els becs de lloro i les fulvetes, que d'altra banda són un grup exclusivament asiàtic. A causa de la seva distinció filogenètica i morfològica, la família Paradoxornithidae va ser proposada per a aquest clade, incloent-hi la camea.
El Congrés Ornitològic Internacional, en la seva llista mundial d'ocells (versió 10.2, 2020) transferí finalment la Camea a la família dels paradoxornítids (Paradoxornithidae). Tanmateix, el Handook of the Birds of the World i la quarta versió de la BirdLife International Checklist of the birds of the world (Desembre 2019), aquest tàxon apareix classificat encara dins de la família dels sílvids.
S'han descrit 5 subespècies:
- C. f. fasciata (Gambel, 1845). Oest de Califòrnia.
- C. f. henshawi Ridgway, 1882. Sud de Califòrnia i nord-oest de Baixa Califòrnia.
- C. f. margra Browning, 1992. Sud d'Oregon.
- C. f. phaea Osgood, 1899. Oest d'Oregon.
- C. f. rufula Ridgway, 1903. Nord-oest de California.